# Арена Лавов
Арена Лавов (укр. Арена Львів) је фудбалски стадион у Лавову у Украјини. Био је то један од осам локација Европског првенства у фудбалу 2012, где је стадион био домаћин три утакмице групне фазе. Према званичним подацима, стадион има укупан капацитет од 34.915 седећих места. Оба клуба ФК Лавов и Рух Лавов користе стадион за домаће утакмице.

## Коришћење стадиона
Стадион је био је то домаћи терен ФК Карпати Лавов 2011–12. Али Карпати је одиграо само пет утакмица и вратио се на првобитни домаћи терен због цене закупа. Други клуб Ховерла Ужгород је такође играо домаће утакмице на стадиону, због реконструкције стадиона Аванхард у Ужгороду.
Због сукоба у свом родном граду, Шахтјор Доњецк је играо домаће утакмице на стадиону између јула 2014. и децембра 2016. године.

## Изградња стадиона
Радови на изградњи почели су 20. новембра 2008. године и завршени су до октобра 2011. Церемонија отварања одржана је 29. октобра, уз велику позоришну представу посвећену историји Лавова и концерт поп звезде Анастасије. Прва фудбалска утакмица на стадиону одиграна је 15. новембра 2011. између репрезентација Украјине и Аустрије, а завршена је резултатом 2–1. Први који је постигао гол на новом стадиону био је Артем Милевски у 16. минуту (други је био аутогол, а трећи Марко Девић у 91. минуту).

## Утакмице ЕП 2012.
Стадион је био једно од места за одигравања утакмица на европском првенству одржаном 2012. године. Ту су одигране три утакмице групе Б (с тим да су остале утакмице у тој групи одигране на стадиону Металист у Харкову).
Током УЕФА Еура 2012 на стадиону су одигране следеће утакмице:
| Датум         | Време (CEST / EEST) | Екипа бр. 1 | рез.  | Екипа бр. 2 | Коло    | Стрелци                                          |
| ------------- | ------------------- | ----------- | ----- | ----------- | ------- | ------------------------------------------------ |
| 9. јун 2012.  | 20:45 / 21:45       | Немачка     | 1 : 0 | Португалија | Група Б | Марио Гомез 72'                                  |
| 13. јун 2012. | 18:00 / 19:00       | Данска      | 2 : 3 | Португалија | Група Б | Пепе 24' Постига 36' Бентнер 41', 80' Варела 87' |
| 17. јун 2012. | 20:45 / 21:45       | Данска      | 1 : 2 | Немачка     | Група Б | Подолски 19' Крон Дели 24' Бендер 80'            |